# Teofil II (prawosławny patriarcha Aleksandrii)
Teofil II – chalcedoński patriarcha Aleksandrii w latach 1010–1020. Teofil II musiał rezydować w Konstantynopolu, gdyż władze arabskie nie pozwoliły na to, aby mieszkał w Aleksandrii.